# Indywidualne Mistrzostwa Polski w Zapasach 1929
Mistrzostwa Polski w Zapasach 1929 – zawody sportowe, które odbyły się w 1929 w Łodzi.
Po raz pierwszy mistrzostwa rozegrano zarówno w stylu klasycznym (w dniach 8 i 9 czerwca), jak i w stylu wolnym.

## Medaliści

### Styl wolny
| Kategoria:  | Złoto:                          | Srebro: | Brąz: |
| 57 kg       |                                 |         |       |
| 62 kg       |                                 |         |       |
| 67 kg       |                                 |         |       |
| 73 kg       | Feliks Rejniak YMCA Warszawa    |         |       |
| 79 kg       |                                 |         |       |
| 87 kg       | Adam Sasorski Legia Warszawa    |         |       |
| ponad 87 kg | Karol Wierzbicki Legia Warszawa |         |       |

### Styl klasyczny
| Kategoria:  | Złoto:                             | Srebro:                              | Brąz:                                       |
| 57 kg       | Henryk Ganzera Sokół II Katowice   | Winiarski Legia Warszawa             | Siniarski Warszawa                          |
| 62 kg       | Ryszard Dworok Strzelec Nowy Bytom | Jan Brejtkopf KKS Katowice           | Michalik Katowice                           |
| 67 kg       | Władysław Bajorek Wisła Kraków     | Leon Mazurek Polonia Nowa Wieś       | Zarębski Warszawa                           |
| 73 kg       | Feliks Rejniak YMCA Warszawa       | Józef Małecki Elektryczność Warszawa | Witalis Książkiewicz Elektryczność Warszawa |
| 79 kg       | Jan Gałuszka Sokół II Katowice     | Glemb Katowice                       | A. Kowalewski Stanisławów                   |
| 87 kg       | Adam Sasorski Legia Warszawa       | Eryk Zeug Jedność Nowa Wieś          | Jan Skrodzki Legia Warszawa                 |
| ponad 87 kg | Karol Wierzbicki Legia Warszawa    | Kiciński Katowice                    | Zygmunt Turek Siła Łódź                     |